# Сасабе (Сонора)
Са́сабе (исп. Sásabe) — приграничный посёлок в Мексике, штат Сонора, входит в состав муниципалитета Сарик. Численность населения, по данным переписи 2020 года, составила 977 человек.

## География
Расположен на границе между Соединенными Штатами и Мексикой в пустыне Сонора. В 98 км к северу находится город Альтар, на западе — город Эройка-Ногалес. На границе находится пропускной пункт в одноимённый американский городок Сасабе, от которого начинается маршрут Arizona State Route 286.
Из-за территориальной изоляции Сасабе является одним из основных пунктов пересечений границы незаконными мигрантами, прибывающими из Мексики и Центральной Америки и стремящимися въехать в Соединенные Штаты.